# Praeathripsodes jantar
Praeathripsodes jantar is een fossiele soort schietmot uit de familie Leptoceridae.